# Rugby de praia

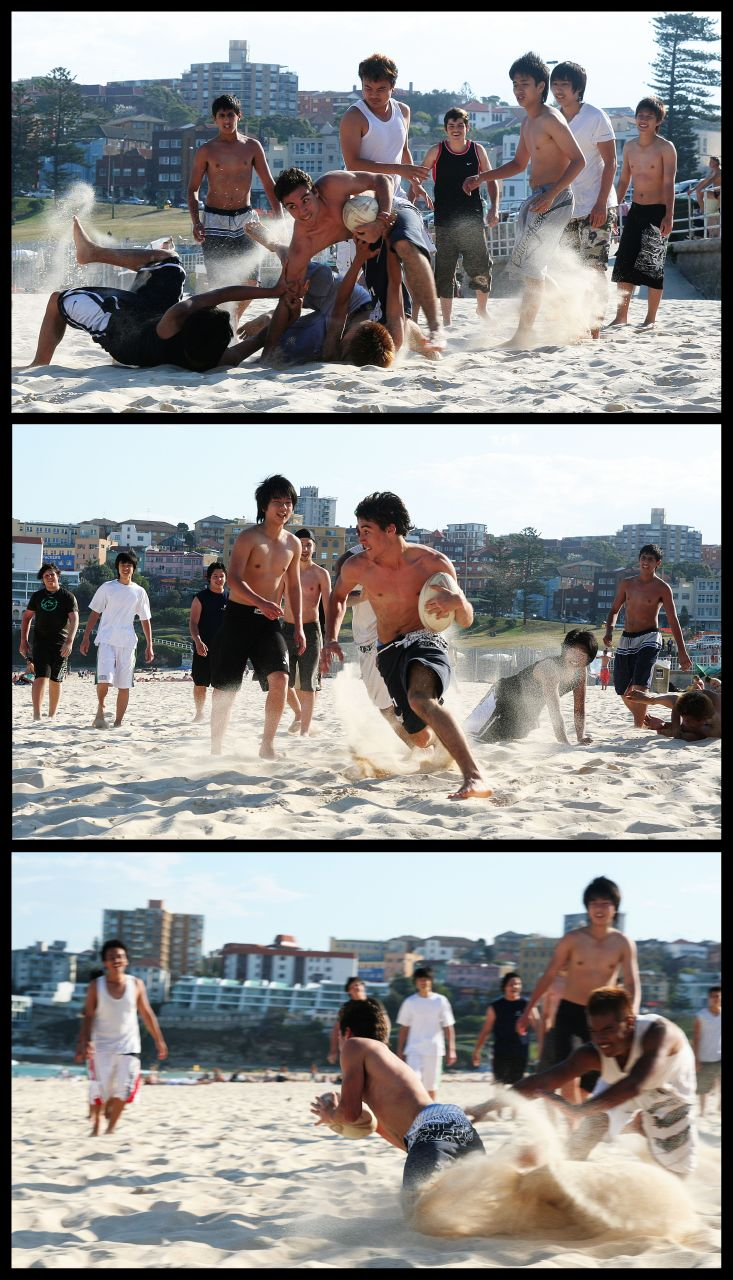
Praticantes de rugby de praia

O râguebi de praia (português europeu) ou rúgbi de praia (português brasileiro) (em inglês:  beach rugby) é uma varição do râguebi com várias ligas pela Europa, popular principalmente na Itália.

## Regras

### Dimensões do campo
Com 30-50 metros de comprimento por 20-25 metros de largura, alguns torneios são disputados nas mesmas arenas do futebol de praia, fazendo com que se usem as dimensões de campo do desporto/esporte (entre 35-37m de comprimento, por 26-28m de largura).

### Número de jogadores
Depende da organização do torneio, pode ser entre 5 e 7 jogadores por time mais entre 3 e 7 reservas.

### Pontuação
Ao contrário do rugby padrão no rugby de praia não existem os postes de gol, portanto apenas o try é marcado, sendo que cada try vale 1 ponto.

### Tempo
Dependendo do torneio são usados 2 tempos de 5 ou 7 minutos.